# Johannes Poigenfürst

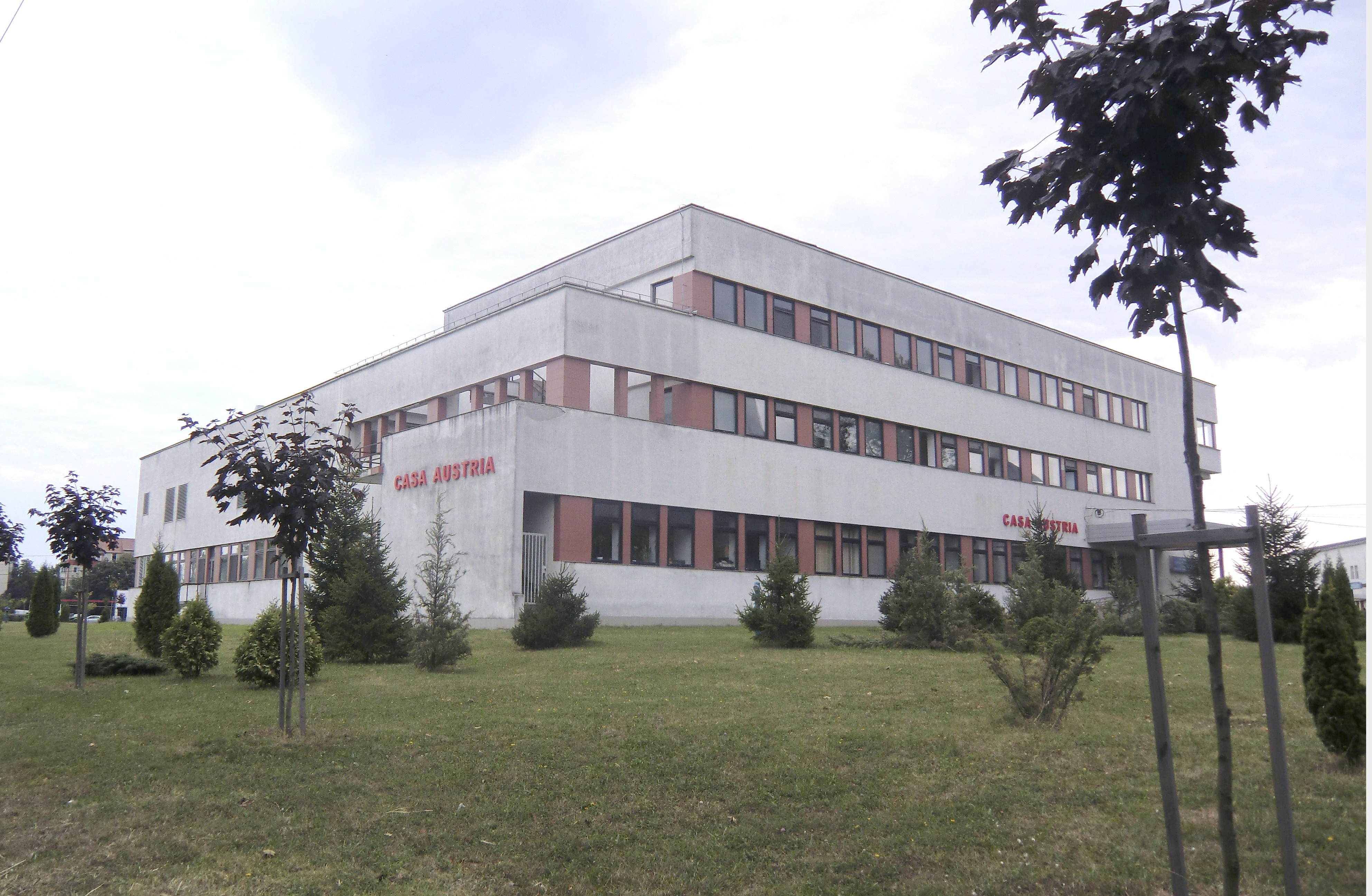
Casa Austria, Timișoara 2010

Johannes Poigenfürst (* 19. März 1929 in Wien; † 11. März 2024 ebenda) war ein österreichischer Unfallchirurg.

## Leben
Poigenfürst studierte in Wien, seine Facharztausbildung absolvierte er von 1955 bis 1962 in Wien, Berlin, Schweden und England, 1967 und 1968 in New York. Seit 1983 war Poigenfürst Universitätsprofessor, ein Jahr später wurde er Leiter der Unfallchirurgie am Lorenz-Böhler-Krankenhaus in Wien. Er war Mitherausgeber der Zeitschriften „Aktuelle Traumatologie“ und „Unfallchirurgie“. 1993 initiierte Poigenfürst den Bau des Unfallkrankenhauses Casa Austria in Timișoara.
1994 lösten Maßnahmen seines Arbeitgebers, in deren Rahmen seine Pensionierung ausgesprochen worden war, eine Debatte über das Arbeitszeitgesetz in Krankenanstalten aus („Affäre Poigenfürst“). Dieser öffentlich mit großem Einsatz geführte Streit fand seinen Niederschlag auch in der rechtswissenschaftlichen Literatur, welche die damalige Situation des Rechtsstaates Österreich und seiner Repräsentanten zwischen Medienfreiheit und Rechtsmissbrauch behandelt. Der Streit, in welchem die tatsächlichen Verhältnisse und deren rechtliche Grundlagen nicht immer der Öffentlichkeit vollständig bewusst waren, ist in der Literatur „… als kaum zu übertreffendes Beispiel für die Gefährdung rechtsstaatlichen Bewußtseins durch die Massenmedien …“ behandelt.

## Auszeichnungen
- Am 4. Juli 1995 wurde er zum Ehrenbürger der Stadt Timișoara ernannt
- 2001 wurde Poigenfürst mit dem Kardinal-König-Preis ausgezeichnet
- 2005 wurde er mit dem Viktor Frankl-Preis der Stadt Wien ausgezeichnet
- 2007 Komtur des Treudienst-Ordens
- Am 4. Juli 2008 wurde ihm die Elisabethmedaille in Gold, der höchsten Auszeichnung der Caritas Österreich, verliehen[4]